# Io = Voi
Io = Voi è il secondo album del cantante e attore siciliano Francesco Benigno, cantato in lingua napoletana, pubblicato nel 1993.

## Tracce
1. Ma, Tu Addo Stai
2. Voi
3. Vivo Di Te
4. La Tua Foto
5. Dinta Na Stanza
6. Facimme Pace Stasera
7. Nu Sacche E' Bene
8. Malafemmena
9. Mi Mancherai
10. Dimenticare
11. Notte
12. Core 'E Mamma